# 赞德福特
赞德福特 （Zandvoort）是荷蘭的一個城市和市镇，屬於北荷蘭省。赞德福特是荷蘭主要的海濱度假城鎮之一。

## 外部連結
- 维基共享资源上的相關多媒體資源：赞德福特
- Official website（页面存档备份，存于）